# Mezőnagymihály
Mezőnagymihály là một thị trấn thuộc hạt Borsod-Abaúj-Zemplén, Hungary. Thị trấn này có diện tích 61,88 km², dân số năm 2010 là 1050 người, mật độ 17 người/km².